# Love Yourself: Her
Love Yourself: Her (właśc. LOVE YOURSELF 承 Her) – piąty minialbum południowokoreańskiej grupy BTS, wydany 18 września 2017 roku.
Album został wydany w czterech wersjach: „L”, „O”, „V” i „E”, i zawiera 9 utworów, głównym singlem jest „DNA”. Wersja fizyczna zawierała dodatkowo dwa utwory. Przed premierą płyta otrzymała ponad 1,05 mln zamówień, według Big Hit Entertainment.

## Tło i promocja
Album Love Yourself: Her to pierwsze wydawnictwo BTS od ujawnienia nowej „tożsamości marki” 4 lipca 2017 roku, wraz z nowym, uproszczonym logo i alternatywną angielską nazwą „Beyond the Scene”. Promocje nowej koncepcji „Love Yourself” rozpoczęły się 10 sierpnia, wytwórnia wypuściła serię plakatów zapowiadających serię dramatycznych filmów krótkometrażowych lub „highlight reel”, które zostały wydane od 15 do 18 sierpnia. 21 sierpnia 2017 roku poinformowano, że BTS przygotowują się do wydania nowego minialbumu, który ma ukazać się 18 września. Przed wydaniem minialbum został opisany jako opowiadający historię „młodych dorosłych, którzy się zakochują”. 4 września ukazał się zwiastun minialbumu zawierający „Serendipity”, intro z płyty. Dwa dni później Big Hit opublikowało zdjęcia wszystkich czterech wersji albumu na oficjalnym Twitterze wytwórni. Lista utworów została opublikowana w dniu 12 września, a dwa zwiastuny teledysku do głównego singla „DNA” zostały wydane 14 i 15 września. Minialbum ukazał się 18 września, wraz z teledyskiem do głównego singla „DNA”. W ciągu 24 godzin po premierze teledysk do „DNA” zdobył 20,9 miliona odsłon na YouTube, stając się pierwszym teledyskiem grupy K-popowym, który osiągnął ponad 20 milionów wyświetleń w ciągu 24 godzin.

## Odbiór
W okresie od 25 do 31 sierpnia LOEN Entertainment, firma odpowiedzialna za fizyczną dystrybucję płyty, zarejestrowała łącznie 1 051 546 zamówień na minialbum. To uczyniło BTS pierwszą K-popową grupą, która osiągnęła ponad milion pre-orderów. Minialbum znalazł się na pierwszym miejscu rankingu iTunes w kategorii "Top Albums Charts" w 73 krajach, w tym w Stanach Zjednoczonych, Wielkiej Brytanii, Niemczech, Australii, Kanadzie, Hongkongu, Malezji i Japonii – najwyższą ilością wśród koreańskich artystów. Ponadto ich główny singel „DNA” uplasował się na szczycie listy "Top Song Chart" iTunes w 29 krajach.

## Lista utworów
| Nr  | Tytuł                                                                   | Słowa i kompozycja | Aranżacja                       | Czas |
| --- | ----------------------------------------------------------------------- | --- | ------------------------------- | ---- |
| 1.  | "Intro: Serendipity"                                                    | Slow Rabbit, Ray Michael Djan Jr, Ashton Foster, Rap Monster, HITMAN BANG                                              | Slow Rabbit                     | 2:19 |
| 2.  | "DNA"                                                                   | PDOGG, HITMAN BANG, Kass, Supreme Boi, Suga, Rap Monster                                                               | PDOGG                           | 3:43 |
| 3.  | "Best Of Me"                                                            | Andrew Taggart, PDOGG, Ray Michael Djan Jr, Ashton Foster, Sam Klempner, Rap Monster, HITMAN BANG, Suga, J-Hope, ADORA | Slow Rabbit, PDOGG, Supreme Boi | 3:46 |
| 4.  | "Bojogae" (kor. 보조개, ang. Dimple)                                    | Matthew Tishler, Allison Kaplan, Rap Monster                                                                           | Slow Rabbit                     | 3:16 |
| 5.  | "Pied Piper"                                                            | PDOGG, JINBO, Kass, Rap Monster, Suga, J-Hope, HITMAN BANG                                                             | Slow Rabbit, Supreme Boi        | 4:05 |
| 6.  | "Skit: Billboard Music Awards Speech"                                   | | Pdogg (produkcja)               | 1:43 |
| 7.  | "MIC Drop"                                                              | PDOGG, Supreme Boi, HITMAN BANG, J-Hope, Rap Monster                                                                   | PDOGG, Supreme Boi              | 3:57 |
| 8.  | "Gominboda Go" (kor. 고민보다 Go, ang. Go Go)                           | PDOGG, HITMAN BANG, Supreme Boi                                                                                        | Supreme Boi, PDOGG              | 3:55 |
| 9.  | "Outro: Her"                                                            | Suga, Slow Rabbit, Rap Monster, J-Hope                                                                                 | Slow Rabbit, Supreme Boi        | 3:49 |
| 10. | "Skit : Mangseolimgwa Duryeoum" (kor. Skit : 망설임과 두려움) (wer. CD) | | HITMAN BANG, PDOGG              | 9:00 |
| 11. | "Bada" (kor. 바다, ang. Sea) (wer. CD)                                  | Rap Monster, Slow Rabbit, Suga, J-Hope                                                                                 | Rap Monster                     | 5:12 |

## Notowania
| Lista                          | Najwyższa pozycja |
| ------------------------------ | ----------------- |
| ARIA Charts                    | 8                 |
| Ö3 Austria Top 40              | 17                |
| NZ Top 40 Albums Chart         | 9                 |
| Ultratop 200 Albums (Flandria) | 18                |
| Ultratop 200 Albums (Walonia)  | 51                |
| MegaCharts                     | 19                |
| Offizielle Top 100             | 57                |
| Albums Chart                   | 19                |
| FIMI                           | 56                |
| VG-lista                       | 16                |
| Veckans albumlista             | 13                |
| Official Albums Chart Top 100  | 14                |
| Billboard 200                  | 7                 |
| Independent Albums             | 3                 |
| World Albums                   | 1                 |
| Gaon Weekly Album Chart        | 1                 |
| Billboard Canadian Albums      | 3                 |
| Hitlisten                      | 34                |
| SNEP                           | 83                |
| MAHASZ                         | 40                |
| Oricon Weekly Albums Chart     | 2                 |
| Billboard Japan Hot Albums     | 4                 |
| Top 100 Albumes                | 33                |
| Swiss Hitparade                | 26                |

## Sprzedaż
| Kraj                    | Sprzedaż                          |
| ----------------------- | --------------------------------- |
| Korea Południowa (Gaon) | 1 751 840 (stan na sierpień 2018) |
| Chiny                   | 281 254+ (stan na sierpień 2018)  |
| Japonia (Oricon)        | 69 075                            |
| Stany Zjednoczone       | 18 000+                           |